# Poezja śpiewana
Poezja śpiewana – pojemny i nieprecyzyjnie określony gatunek słowno-muzyczny, w którym utwory składają się z tekstu poetyckiego, który w zamierzeniu twórcy nie był przeznaczony do śpiewu (w przeciwieństwie do piosenki poetyckiej). Najczęściej są to kompozycje o charakterze ballady, głębokiej treści, wyszukanej, często delikatnej melodii oraz skromnej aranżacji (zwykle na gitarę lub fortepian).

## Terminy i gatunki pokrewne
Poezja śpiewana jest gatunkiem muzyki, którego nazwę spopularyzował krytyk muzyczny i językoznawca Andrzej „Ibis” Wróblewski. Termin ten określa utwór słowno-muzyczny oparty na wierszu lub tekście poetyckim wysokiej próby, z muzyką podkreślającą jego wagę i wzmacniającą przekaz. Poezję śpiewaną charakteryzuje bogata interpretacja. Jest gatunkiem pokrewnym do piosenki autorskiej, granica między tymi dwoma gatunkami jest bardzo trudna do określenia.
Termin „poezja śpiewana” łączy się też z określeniem „kraina łagodności”, zaczerpniętym z poezji Jerzego Harasymowicza. Do tej formy artystycznej w swoich piosenkach nawiązywali: Wojciech Belon, Magda Umer, Przemysław Gintrowski oraz Elżbieta Adamiak.
Utwory słowno-muzyczne wykonywane z bogatym wachlarzem aktorskich środków wyrazu są zaliczane do gatunku piosenka aktorska. Poezja śpiewana, piosenka aktorska i piosenka studencka (w ramach tzw. kultury studenckiej), a także tzw. piosenka turystyczna są wobec siebie komplementarne. Gatunki te przenikają się wzajemnie i są błędnie używane zamiennie. Często poezja śpiewana to zarazem piosenka autorska, czyli utwór, którego wykonawca jest jednocześnie autorem słów i muzyki.
Poezja śpiewana jest terminem silnie zakorzenionym w polskiej kulturze i muzyce rozrywkowej. Na świecie podobni wykonawcy są często uznawani za wykonawców folkowych i folk-rockowych (np. Bob Dylan, Simon & Garfunkel, Tom Waits, Leonard Cohen, Suzanne Vega, Jacques Brel czy Georges Brassens). Bliska gatunkowi poezji śpiewanej jest także tzw. piosenka francuska, reprezentowana np. przez Édith Piaf, twórczość bardów, takich jak Bułat Okudżawa, Jacek Kaczmarski czy Jaromír Nohavica, oraz piosenka kabaretowa. Niekiedy także teksty piosenek rockowych oraz z gatunku soul mogą być uznane za poezję śpiewaną, lecz przynależność tej muzyki do gatunku poezji śpiewanej jest kwestionowana.

## Historia poezji śpiewanej
Pierwsze ślady poezji śpiewanej znajdujemy w przedhomerowej Grecji (ok. 900–700 p.n.e.). Aojdowie – śpiewacy, akompaniujący sobie na formindze lub kitarze (dawne instrumenty strunowe), wykonywali własne, surowe w odbiorze, kompozycje opisujące losy bohaterów i sławiące władców. Prowadzili działalność na dworach władców.
W starożytnym Rzymie muzyka początkowo pełniła funkcje utylitarne, jednak z czasem przejęła wielorakie funkcje społeczno religijne poczynając od rytualnych hymnów ‘carmen’ charakteryzujących się powtarzalnością, rytmem i formalnością zwrotów. Muzyka miała też znaczące miejsce w czasie różnych rytuałów, rozrywki, i walk gladiatorów.

## Festiwale i przeglądy poezji śpiewanej i piosenki literackiej w Polsce
- Festiwal Sztuk Różnych „Bieszczadzkie Anioły” – organizowany w latach 2001–2009 w Cisnej, Dołżycy i Wetlinie.
- Festiwal Piosenki Dołującej – organizowany od 2013 roku w Żabieńcu (uroczysko Zimne Doły) w gminie Piaseczno.
- Gitarą i Piórem – festiwal, którego początki sięgają 1989 roku. Do roku 2007 włącznie odbywał się w Borowicach koło Jeleniej Góry. Od 2008 roku impreza organizowana jest w Karpaczu (na stoku Lodowiec).
- Borowickie spotkania z poezją śpiewaną „Gitarą i...” – organizowane od 2008 roku we wsi Borowice koło Jeleniej Góry.
- Ogólnopolski Konkurs Piosenki Artystycznej „O Złote Koło Młyńskie” – organizowany od 2001 roku w Stargardzie. Do 2009 roku włącznie nosił nazwę Ogólnopolski Konkurs Piosenki Poetyckiej „O Złote Koło Młyńskie”.
- Ogólnopolski Przegląd Piosenki Autorskiej (OPPA) – odbywający się od 1978 roku w Warszawie
- Festiwal „Pieśniarze Niepokorni” – organizowany od 2013 roku we Wrocławiu.
- Bieszczadzkie Spotkania ze Sztuką „Rozsypaniec” – organizowane od 2010 roku w Cisnej i Dołżycy (pierwsza edycja także w Wetlinie).
- Ogólnopolskie Spotkania Zamkowe „Śpiewajmy Poezję” – organizowane od 1974 roku w Olsztynie.
- Ogólnopolski Przegląd Piosenki Turystycznej, Poezji Śpiewanej i Sztuk Różnych „Wrzosowisko” – organizowany od 1988 roku w Kędzierzynie-Koźlu.
- Festiwal „Wszystko jest poezją” – organizowany od 1992 roku w Ostrowie Wielkopolskim